# Red cherry

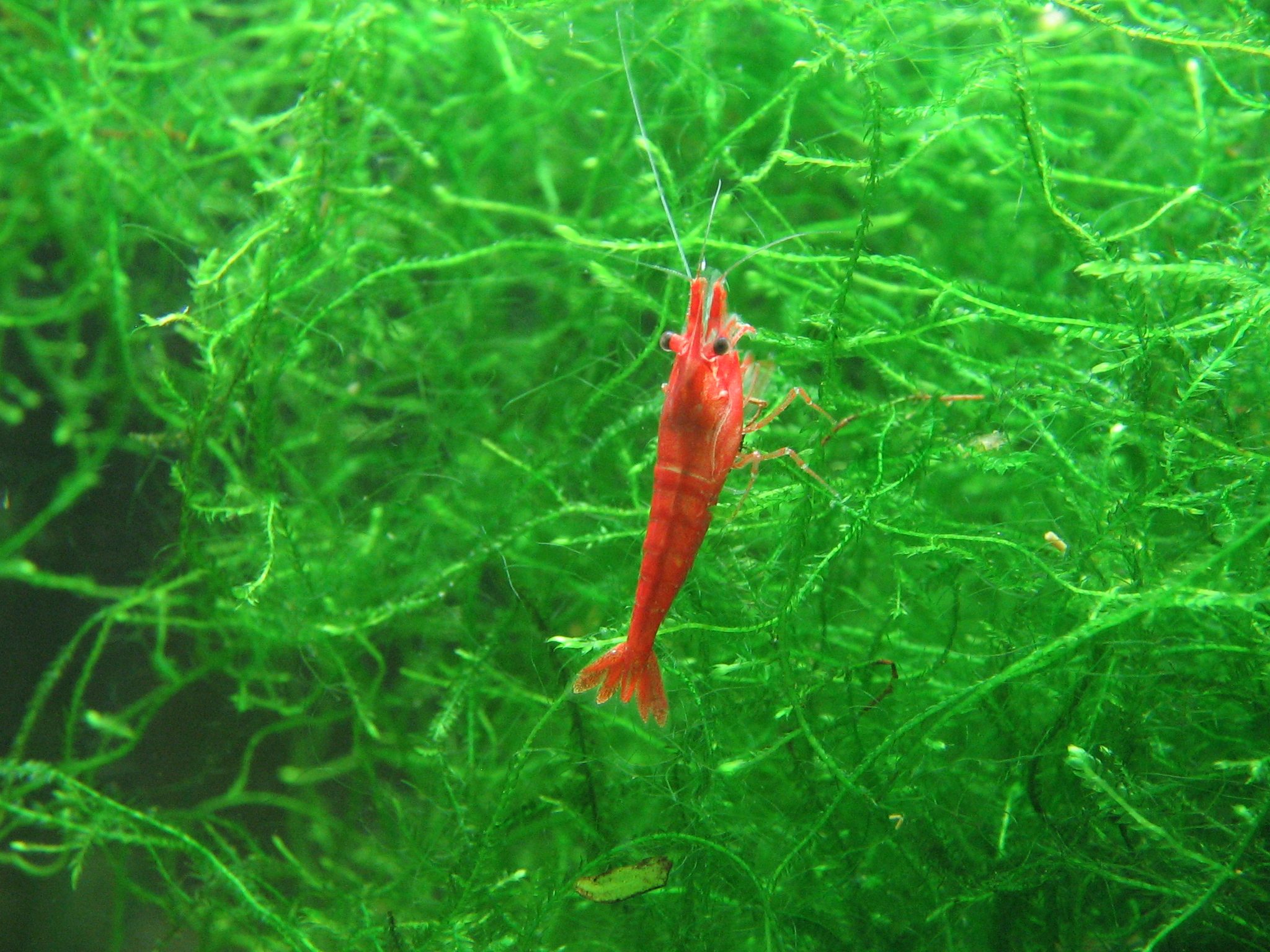
red cherry mâle

La crevette Red Cherry ou crevette cerise (Neocaridina davidi ou N. heteropoda Red Cherry) est un petit crustacé d'eau douce très populaire en aquariophilie. Il s'agit d'une variété sélectionnée à Taïwan à partir de crevettes l'espèce Neocaridina davidi très répandue dans toute l'Asie de l'est ainsi que dans l'Est de la Sibérie. C'est historiquement la première  variété de cette crevette prolifique et facile à maintenir à avoir été massivement commercialisée.

## Description
La crevette Red Cherry mâle adulte mesure environ 2 cm tandis que la femelle atteint 2,5 cm. Le mâle arbore une coloration plus claire que la femelle.La femelle a l'abdomen plus large que celui du mâle et arbore une tache jaune orangé derrière la tête, correspondant au sac ovarien. Celui-ci se développe à la maturité sexuelle de la femelle, entre le 3e et le 4e mois après la naissance. Les Red Cherry évoluent plutôt au fond de l'aquarium. 

## Reproduction
La femelle ne se reproduit qu'après une mue. Après l'accouplement, son sac ovarien descend sous son abdomen et des œufs se forment dans celui-ci. Leur coloration peut varier du jaune au vert ou encore au marron selon les conditions de maintenance (nourriture, sol...). La femelle les oxygénera souvent durant toute la durée de l'incubation (25 jours en moyenne) en les remuant. Elle se débarrasse des œufs non viables en les expulsant. Les autres restent solidement accrochés grâce à une pâte gluante transparente qui les lient ensemble. Une fois les juvéniles formés, la femelle les expulse de son abdomen. Ils sont alors une copie conforme des adultes, en miniature. 
Chaque femelle peut donner naissance à 30 petits, et ce une fois par mois. 

## Longévité
Son espérance de vie est de 18 mois.